# Alexander de Verda

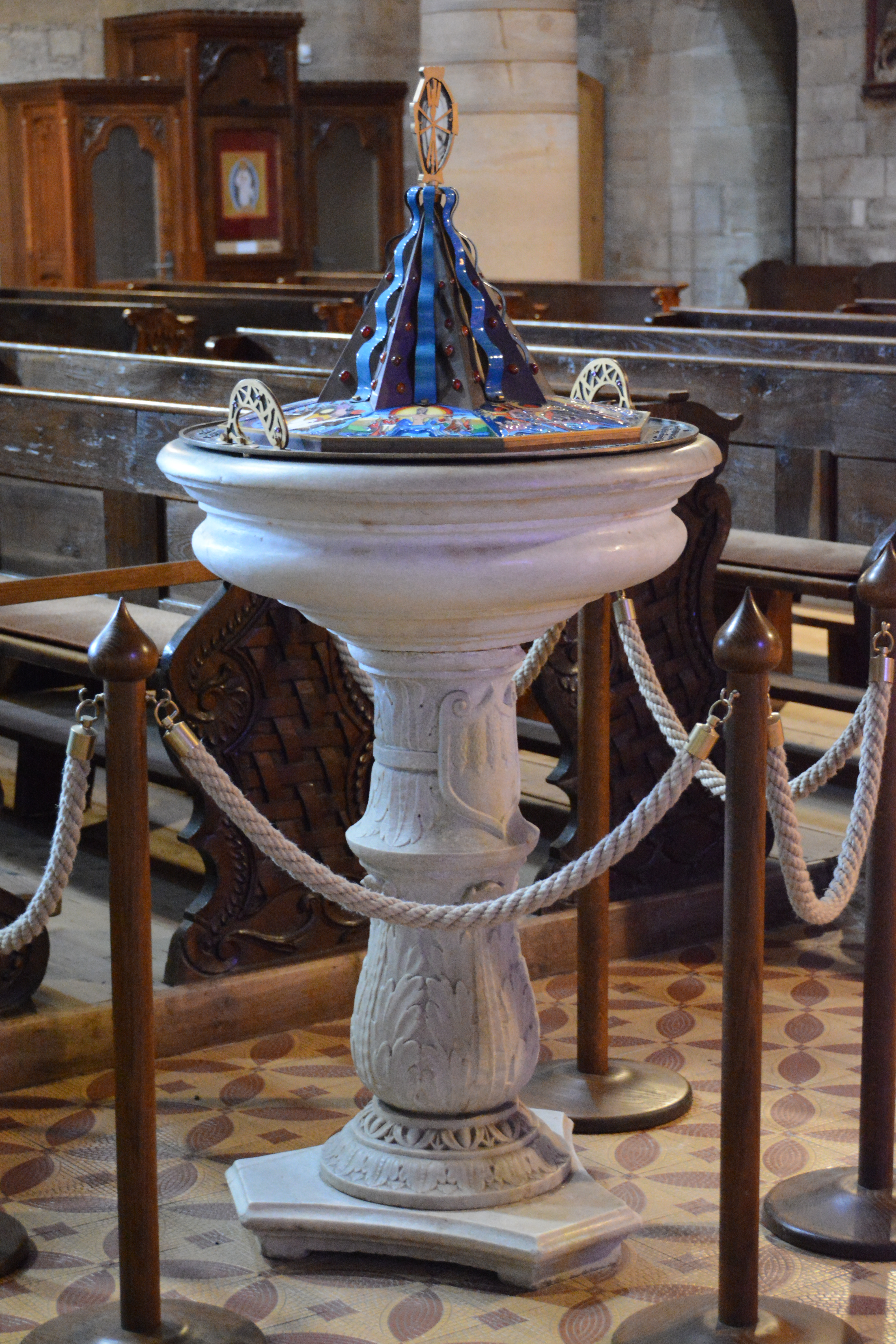
Basilika Seckau Taufbecken

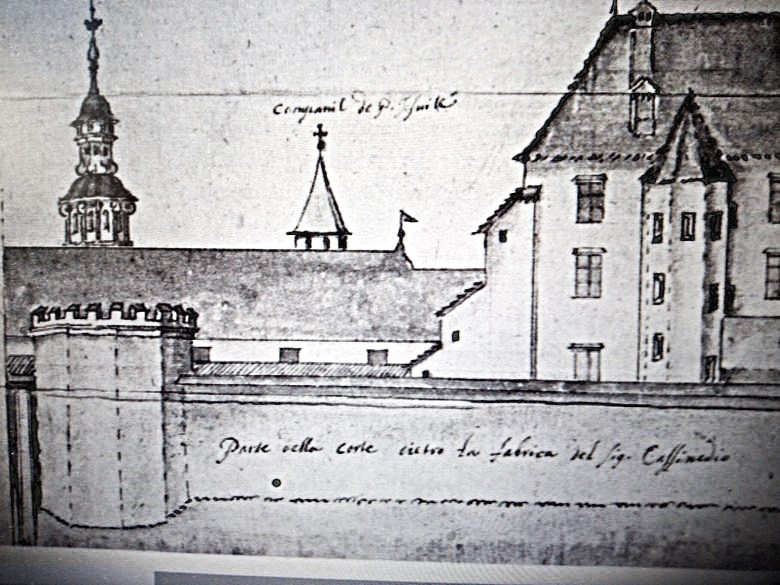
Lorenz Creuztaler, Rückseite der Grazer Burg, Dachreiter des Domes 1636

Alexander de Verda, auch Alessandro de Verda (* in Gandria am Luganersee; † nach Mai 1601), war ein Schweizer Architekt, Bildhauer und Stuckateur.

## Leben
Alexander de Verda, von der ‚Olivetis-Linie‘, stammte aus einer Familie von Architekten, Bildhauern, Stuckateuren, kam mit seinen Brüdern Giovanni Antonio und Vincenzo von Gandria am Luganersee nach Kärnten, die Steiermark, an den Grazer Hof.

### Werke (Auswahl)
- Anwaltei von Stift Seckau

Am 2. April 1565 übernahm der „Erbar vnd beschaidene Maister“ Alexander (de Verda) Maurer mit Meister Benedict N. Maurer von Judenburg in der Anwaltei 4 Schuh dicke Trennmauern aufzuführen, den Saal zu gewölben, die Kammer gegen den Zwinger herauszuführen.
- Stiftskirche Graz

Im Auftrag der Landschaft arbeitete er 1576 für die Stiftskirche in Graz, ‚una opera di marmoro‘.
- Basilika Seckau Taufbecken in der Bischofskapelle

Für die Bischofskepelle der Basilika Seckau schuf Alexander de Verda um 1580 dieses Taufbecken aus weißem Marmor mit Blattornamenten und Propsteiwappen auf dem Balusterfuß.
- Grazer Dom

Den größeren der beiden Dachreiter des Domes errichtete 1580–1582 Vinzenz de Verda mit seinem Bruder Alexander. 1653 erfolgte der Umbau zum heutigen Dachreiter durch Gregor Pacher.
- Umbaupläne für das Landhaus

1585 fanden bauliche Veränderungen des Landhaushofes statt. Für diese Umgestaltung legte auch Alexander de Verda einen Plan vor, er wurde abgewiesen, es bestand schon eine Vereinbarung mit Franz Marbl. Dessen Modell ließen sich die Verordneten „wohlgefallen.“
- Basilika Seckau – Habsburger Mausoleum

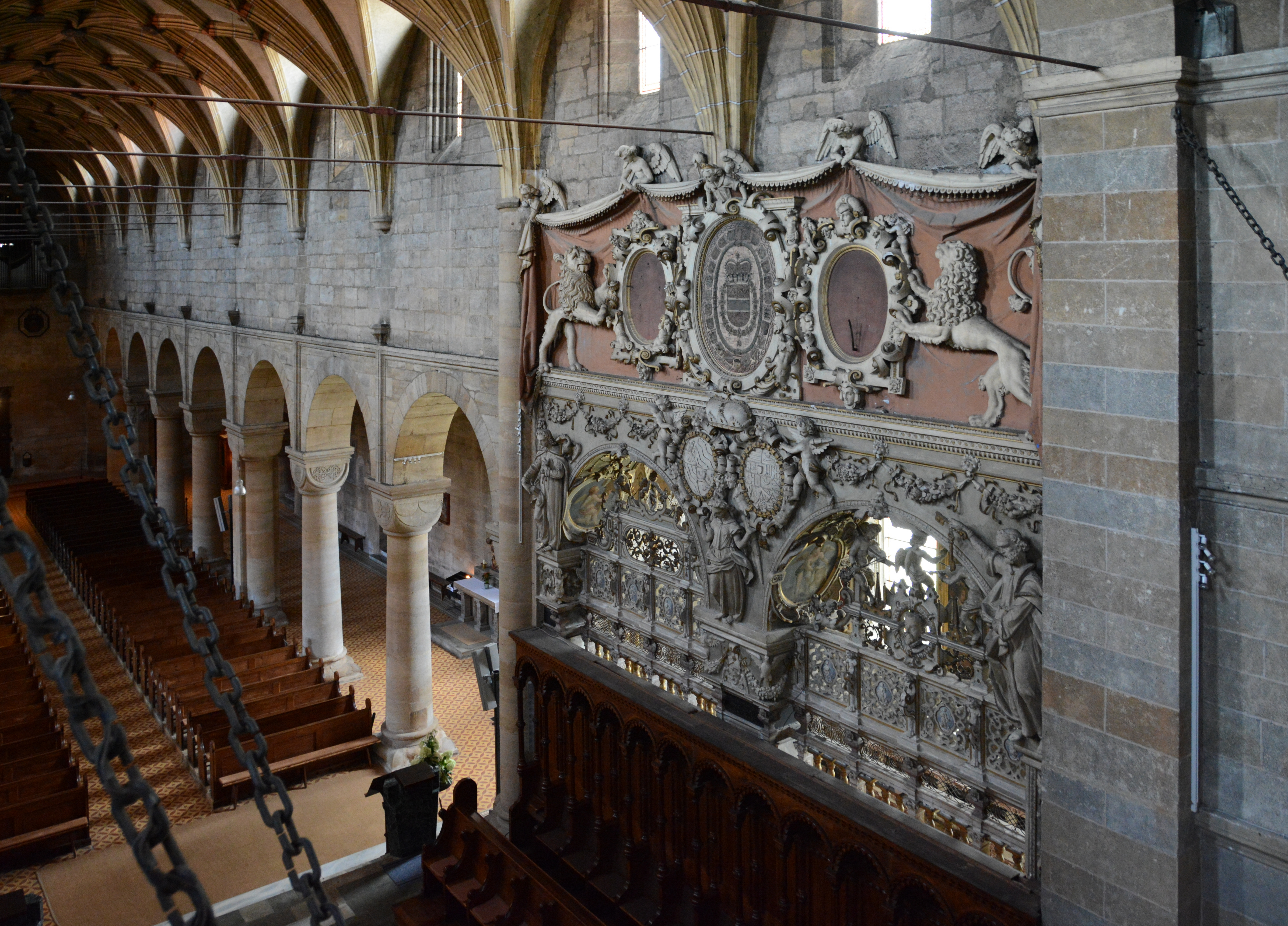
Außenansicht
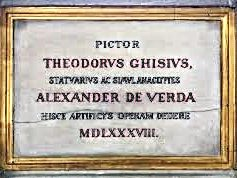
1588 Maler Teodoro Ghisi, Bildhauer Alexander de Verda
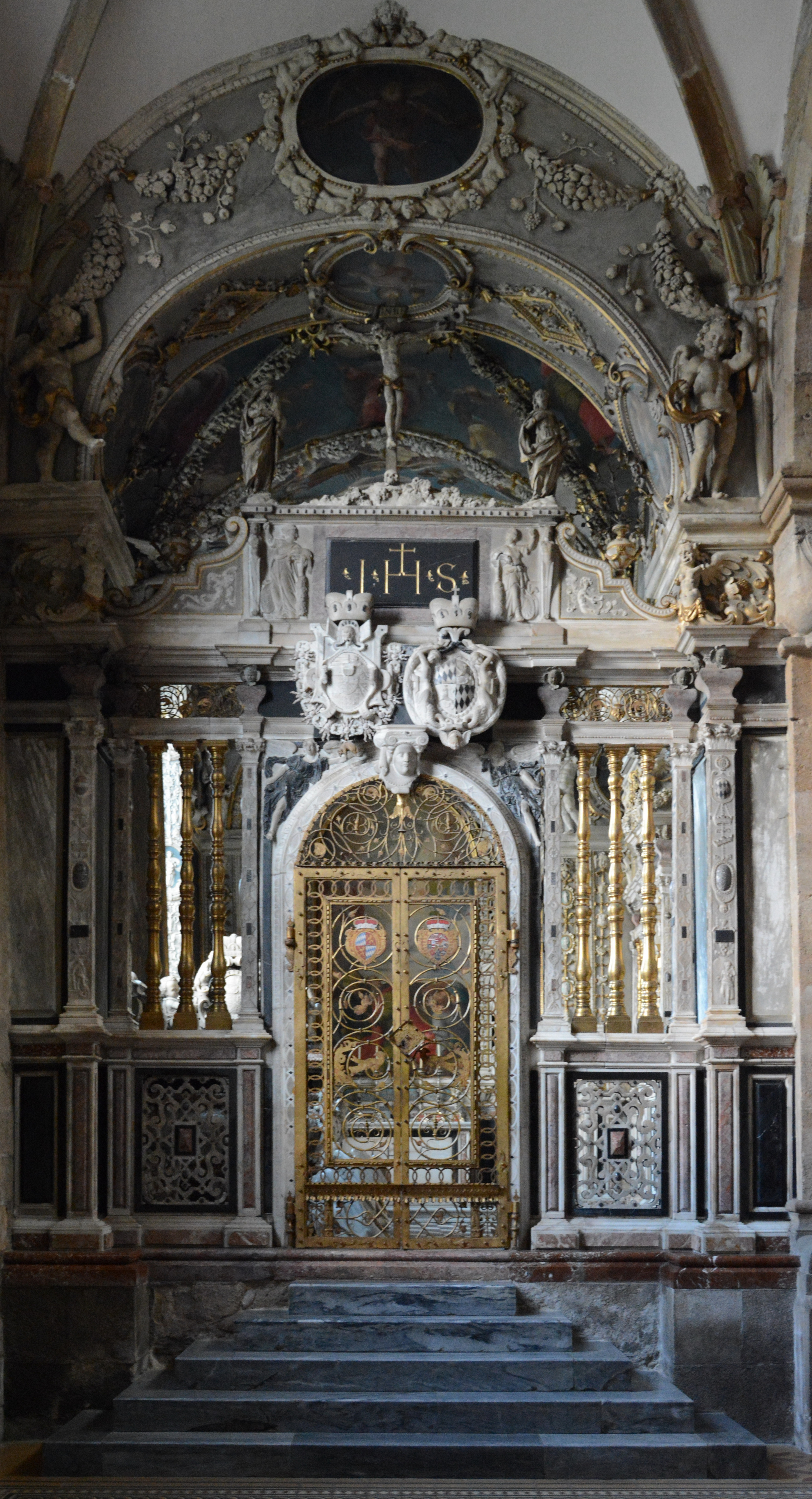
Eingangsbereich
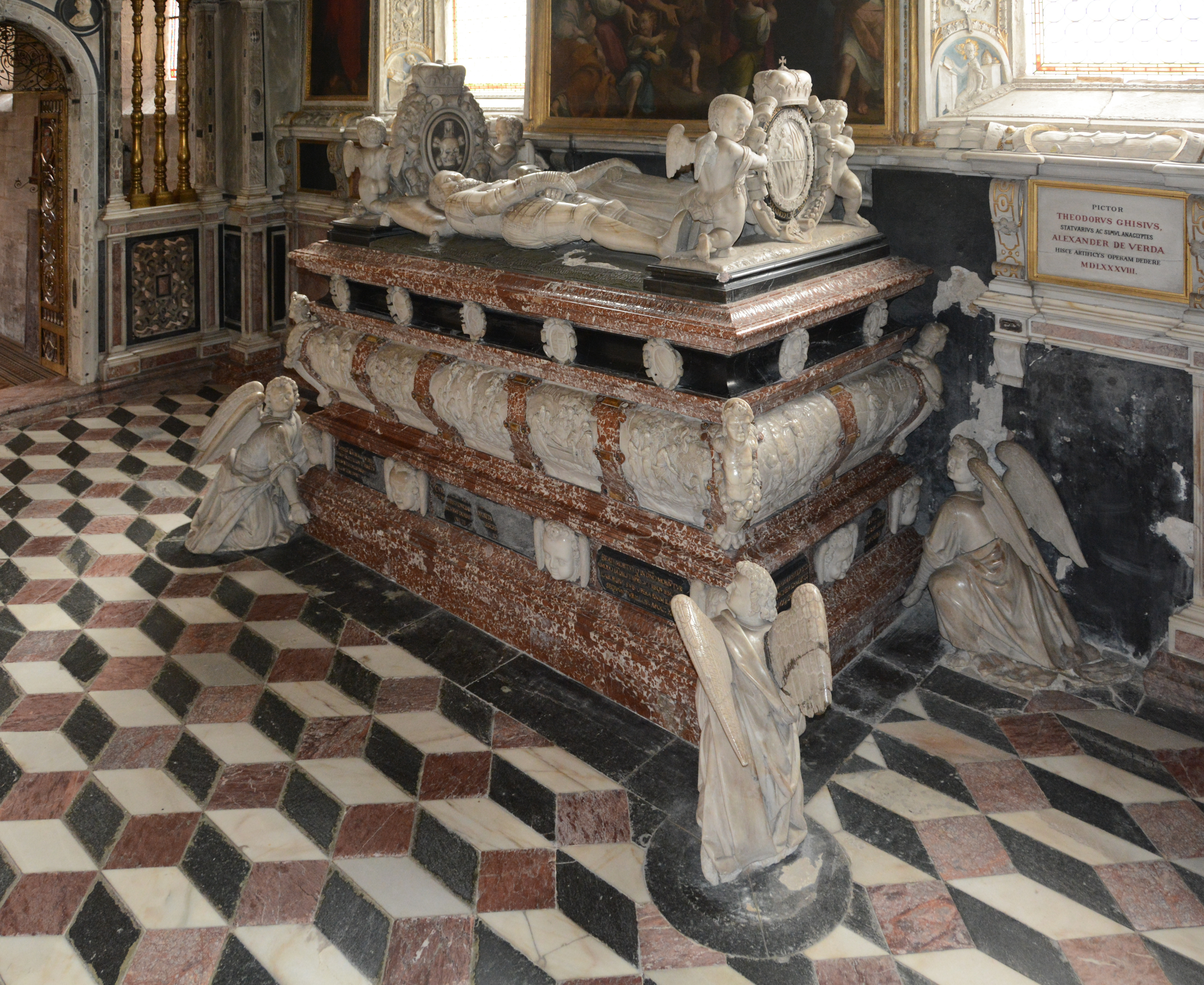
Marmor-Kenotaph

Erzherzog Karl II. von Innerösterreich beauftragte 1587 Baumeister Alexander de Verda mit der Leitung und künstlerischen Gestaltung seines Mausoleums in der Abtei Seckau. 1589 wirkte auch der Bildhauer Sebastian Carlone mit, er bekam 1592 die Leitung übertragen und vollendete 1611 das Mausoleum.
De Verda hatte in den Jahren seines Schaffens durch die Schrankarchitektur die Grundzüge dieses Kunstwerkes festgelegt, das Marmorkenotaph, von ihm begonnen, stellte Carlone 1595 fertig.
In den folgenden Jahren sind etliche Zahlungen an Alexander de Verda dokumentiert. 1588 erhielt er vom Seckauer Propst Wolfgang Schweiger neben den 149 Gulden für die bisherige Arbeit in der Kapelle monatlich 50 Gulden. Zu Anfsng waren es 8 Steinmetze, später hatte De Verda 24 Mitarbeiter, auch seine Brüder.
- Prozess mit der Hofkammer

Im Sommer 1592 besichtigte eine von der Hofkammer beauftragte Kommission von Fachleuten die Arbeiten in Seckau. Sie bemängelte de Verdas ‚unpestandige arbait.‘ Er forderte am 2. Januar 1593 Beträge, die er wenige Tage später bestätigte. Wegen weiterer beträchtlicher finanzieller Forderungen de Verdas folgte ein mehrjähriger Prozess mit der Hofkammer.
Die Hofkammer stellte im September 1594 fest, dass an ihn Zahlungen über 18.000 Gulden geleistet wurden, er aber noch weitere in Rechnung gestellt habe. Im Herbst 1596 beklagte er seine Situation und erbat die Auszahlung einer noch ausstehenden Summe, damit er zu seiner Frau und seinen Kindern zurückkehren könne. Verda war 1997 in seine Heimat zurückgekehrt, forderte weiterhin Geld, aus Mailand beanspruchte er 3019 fl. Im Mai 1601 ließ der Erzherzog, ‚weil die Seckauer Arbeit gut ausgefallen war‘, durch das Hofpfennigamt ‚nochmalen‘ 3000 fl überweisen.